# زرنگی
در جامعه ایرانی  به شخصی زرنگ می‌گویند که بیشتر حیله‌گر است، مسؤولیت اجتماعی برایش مفهومی ندارد و به زیرپاگذاشتن حقوق دیگران افتخار می‌کند؛ نوعی تفاخر به بیشعوری. مثالهای آن  نوع رانندگی و مخدوش‌کردن پلاک برای ورود رایگان به طرح‌ترافیک، استفاده غیرمجاز از خدمات بیمه‌ای دیگران، تقلب در مدرسه و دانشگاه و کم‌کاری در محیط‌های اداری از نمونه‌های متداول زرنگی در جامعه ایرانی است.  «آدم زرنگ» در فرهنگ ایران کسی است که صف نمی‌ایستد و مالیات نمی‌دهد.در رفتار ایرانیان نوعی تفاخر به حیله گری دیده میشود.ویلیام بیمن، پژوهشگر خاورمیانه و استاد انسان‌شناسی دانشگاه مینه‌سوتا  در کتاب «زبان، منزلت و قدرت در ایران»  می‌گوید نوعی خاص از روابط‌ اجتماعی متداول در ایران است که چنین تلقی‌ای از زرنگی ساخته‌است.

## ریشه لغوی
در فرهنگ دهخدا سه معنی برای واژه زرنگی آمده است. اولی چابکی و چالاکی، دوم زیرکی و کاردانی و سوم حیله‌گری. بازه تعریفی زرنگی در فرهنگ دهخدا هم بازه گسترده‌ای است از یک مفهوم مثبت مثل چابکی تا مفهومی منفی به نام حیله‌گری. اما چشم‌چشم‌کردن در محیط زندگی پیرامونی ما وزنه مفهوم منفی حیله‌گری را برای تعریف زرنگی سنگین‌تر می‌کند.

## نمونه هایی از رفتارهایی که توسط ایرانیان زرنگی خوانده میشود
1- عبور از چراغ قرمز
2- عبور از لاین مخالف
3- اشتباه فروشنده در پس دادن اضافی باقی پول
4- خیانت در روابط زناشویی
5- کم کاری در محل کار
6- زیر آب زنی در محل کار
7- استفاده غیر مجاز از خدمات بیمه ای دیگران
8- هجوم برای دریافت نذورات
9- تعویض البسه پس از استفاده
10-  پرخوری در میهمانی ها
11- تقلب در امتحانات

## دلایل

### نقص آموزشی
تعلیم و تربیت در ایران، چه در پهنه‌ی خانواده، چه در مدرسه چه در پهنه‌ی عمومی اجتماعی تابع وضعیت سیاسی است. اختناق سیاسی و فرهنگی باعث اختناق پداگوژی می‌شود. فرد، مستقل، متکی به نفس، سربلند، جسور، دارای فهم و زبان و منطقی روشن و برخوردار از فانتزی و ویزیون نمی‌شود. او حرفش را مستقیم نمی‌زند، نظری را که دارد پی نمی‌گیرد، خودش را و دیگران را جدی نمی‌گیرد، دشنام می‌دهد، اما انتقاد نمی‌کند، می‌آموزد که چیزی را تصرف کند، اما نمی‌آموزد که مسئول چیزی باشد، به او این حس القا نمی‌شود که برای جهان مهم است که او کیست و چه می‌اندیشد. او فقط برای خودش انتخاب می‌کند، نه برای یک جامعه، نه برای یک جهان. او آب زیر کاه می‌شود. از داستان زمانه این را درمی‌یابد که زبان سرخ چگونه سر سبز را بر باد می‌دهد. او دورو می‌شود. او وقتی موفق می‌شود که در مفهوم ایرانی کلمه "زرنگ" باشد. در هیچ کلمه‌ای چون "زرنگی" رذایل ملی ما متبلور نشده است.

### اختناق
اختناق و استبداد مشوق دورویی و زرنگ‌بازی است، بقای استبداد هم به نوبه‌ی خود تا حد بسیاری به فرصت‌طلبیِ زرنگهای ایرانی برمی‌گردد. با زرنگی همه چیز قابل تحمل می‌شود. می‌شود گلیم خود را از آب کشید، موفق و راضی بود، آنجایی که لازم باشد با زرنگی از وضع موجود اعلام حمایت کرد و در جایی دیگر خود را مخالف نشان داد.

### نظام ارزشی غلط
وجه دیگر از متناقض‌نمایی زرنگی ایرانی، یعنی این که هم فضیلت است هم رذیلت، شاید در روزگاری برآیندی مثبت داشته است. اما در روزگار ما که فضیلت در روشن‌بینی و صراحت و شجاعت مدنی است، به تباهی بیشتر می‌انجامد.

## نتایح فرهنگ زرنگی
در جامعه‌ی زرنگها استعدادها خشک می‌شوند، زیرا هیچ نبوغی به مرتبه‌ی زرنگی نمی‌رسد. آنان که تلاش می‌کنند، سرانجام درمی‌یابند، موفقیت نه با زحمت بلکه با زرنگی به دست می‌آید. با زرنگی البته نمی‌توان هنرمند شد، دانشمند شد، فعال جامعه‌ی مدنی شد. با زرنگی نمی‌توان کتاب خوب نوشت. دانش و اخلاق و مدنیت با زرنگی به دست نمی‌آید. اگر همه زرنگ باشند و نظام هم با زرنگی کار خود را پیش برد، در بهترین حالت فقط مدرنیزاسیون مصرفی پیش خواهد رفت.